# باكيم
Bachem Holding AG هي شركة تكنولوجيا سويسرية ناشطة في مجالات الكيمياء والكيمياء الحيوية والمستحضرات الصيدلانية. تقوم بتطوير المنتجات والخدمات لصناعة الأدوية والتكنولوجيا الحيوية والأبحاث. شركة باكيم متخصصة في الإنتاج التجاري للببتيدات والمركبات العضوية المعقدة كمكونات صيدلانية نشطة، وفي إنتاج المواد الكيميائية الحيوية القائمة على الببتيد وفي تطوير عمليات التصنيع لهذه المركبات. تأسست في عام 1971، ويقع مقر الشركة الرئيسي في Bubendorf، كانتون بازل لاندشافت، سويسرا. بالإضافة إلى موقع Bubendorf ، فإن Bachem لديها موقع إنتاج كبير آخر في سويسرا في Vionnaz في كانتون فاليه. توجد مواقع إنتاج أخرى في الولايات المتحدة الأمريكية في مدينتي فيستا وتورانس في كاليفورنيا وفي بريطانيا العظمى في سانت هيلينز بالقرب من ليفربول. يقع موقع مبيعات وتوزيع إضافي في طوكيو (اليابان). في نهاية عام 2018، كان لدى شركة Bachem Holding AG 1140 موظفًا حول العالم، وحققت مبيعات بقيمة 282.5 مليون فرنك سويسري وأرباحًا صافية بلغت 46.6 مليون فرنك سويسري. 